# بتلر (بنسلفانيا)
بتلر (بالإنجليزية: Butler, Pennsylvania)‏ هي مدينة تقع في بولاية بنسيلفانيا في الولايات المتحدة. تبلغ مساحة هذه المدينة 7 (كم²)، بلغ عدد سكانها 13757 نسمة في عام 2010 حسب إحصاء مكتب تعداد الولايات المتحدة.

## التركيبة السكانية
حدّد مكتب تعداد الولايات المتحدة بيانات التركيبة السكانية لبتلر في تعداد الولايات المتحدة. في ما يلي، التركيبة السكانية حسب تعدادي 2000 و2010.

### تعداد عام 2000
بلغ عدد سكان بتلر 15,121 نسمة بحسب تعداد عام 2000، وبلغ عدد الأسر 6,740 أسرة وعدد العائلات 3,624 عائلة مقيمة في المدينة. في حين سجلت الكثافة السكانية 2,147.9 نسمة لكل كيلومتر مربع (5,563.0/ميل2). وبلغ عدد الوحدات السكنية 7,402 وحدة بمتوسط كثافة قدره 1,051.4 لكل كيلومتر مربع (2,723.1/ميل2).
وتوزع التركيب العرقي للمدينة بنسبة 95.52% من البيض و2.22% من الأمريكيين الأفارقة و0.14% من الأمريكيين الأصليين و0.44% من الأمريكيين ذوي الأصول الآسيوية و0.03% من سكان جزر المحيط الهادئ و0.52% من الأعراق الأخرى و1.14% من عرقين مختلطين أو أكثر و1.42% من الهسبانيون أو اللاتينيون من أي عرق.
بلغ عدد الأسر 6,740 أسرة كانت نسبة 28.7% منها لديها أطفال تحت سن الثامنة عشر تعيش معهم، وبلغت نسبة الأزواج القاطنين مع بعضهم البعض 35% من أصل المجموع الكلي للأسر، ونسبة 14.4% من الأسر كان لديها معيلات من الإناث دون وجود شريك، بينما كانت نسبة 4.3% من الأسر لديها معيلون من الذكور دون وجود شريكة وكانت نسبة 46.2% من غير العائلات. تألفت نسبة 40.7% من أصل جميع الأسر من عدة أفراد يعيشون في نفس المنزل ونسبة 16.3% كانت تتألف من شخص يعيش بمفرده يبلغ من العمر 65 عاماً أو أكثر. وبلغ متوسط حجم الأسرة المعيشية 2.18، أما متوسط حجم العائلات فبلغ 2.96.
بلغ العمر الوسطي للسكان 35.8 عاماً. وكانت نسبة 23.5% من القاطنين تحت سن الثامنة عشر، وكانت نسبة 9.4% بين الثامنة عشر والرابعة والعشرين عاماً، ونسبة 29.1% كانت واقعةً في الفئة العمرية ما بين الخامسة والعشرين والرابعة والأربعين عاماً، ونسبة 19.7% كانت ما بين الخامسة والأربعين والرابعة والستين، ونسبة 15.2% كانت ضمن فئة الخامسة والستين عاماً فما فوق. يوجد لكل 100 أنثى 87.2 ذكر، ويوجد لكل 100 أنثى في الثامنة عشر من عمرها فما فوق 82.9 ذكر.
بلغ متوسط دخل الأسرة في المدينة 25,154 دولارًا، أما متوسط دخل العائلة فبلغ 35,893 دولارًا. وكان متوسط دخل الذكور 30,607 دولارًا مقابل 20,950 دولارًا للإناث. وسجل دخل الفرد الخاص بالمدينة 16,457 دولارًا. وكانت نسبة 14.7% من العائلات ونسبة 19.1% من السكان تحت خط الفقر، وكان من هؤلاء نسبة 26.9% تحت سن الثامنة عشر ونسبة 14.5% في الخامسة والستين من العمر وما فوق.

### تعداد عام 2010
بلغ عدد سكان بتلر 13,757 نسمة بحسب تعداد عام 2010، وبلغ عدد الأسر 6,060 أسرة وعدد العائلات 3,106 عائلة مقيمة في المدينة. في حين سجلت الكثافة السكانية 1,954.1 نسمة لكل كيلومتر مربع (5,061.1/ميل2). وبلغ عدد الوحدات السكنية 6,913 وحدة بمتوسط كثافة قدره 982 لكل كيلومتر مربع (2,543.4/ميل2).
وتوزع التركيب العرقي للمدينة بنسبة 93.58% من البيض و2.70% من الأمريكيين الأفارقة و0.25% من الأمريكيين الأصليين و0.48% من الأمريكيين ذوي الأصول الآسيوية و0.04% من سكان جزر المحيط الهادئ و0.73% من الأعراق الأخرى و2.22% من عرقين مختلطين أو أكثر و2.41% من الهسبانيون أو اللاتينيون من أي عرق.
بلغ عدد الأسر 6,060 أسرة كانت نسبة 28.3% منها لديها أطفال تحت سن الثامنة عشر تعيش معهم، وبلغت نسبة الأزواج القاطنين مع بعضهم البعض 30.2% من أصل المجموع الكلي للأسر، ونسبة 16.2% من الأسر كان لديها معيلات من الإناث دون وجود شريك، بينما كانت نسبة 4.8% من الأسر لديها معيلون من الذكور دون وجود شريكة وكانت نسبة 48.7% من غير العائلات. تألفت نسبة 41.5% من أصل جميع الأسر من عدة أفراد يعيشون في نفس المنزل ونسبة 13.6% كانت تتألف من شخص يعيش بمفرده يبلغ من العمر 65 عاماً أو أكثر. وبلغ متوسط حجم الأسرة المعيشية 2.18، أما متوسط حجم العائلات فبلغ 2.98.
بلغ العمر الوسطي للسكان 36.8 عاماً. وكانت نسبة 23.3% من القاطنين تحت سن الثامنة عشر، وكانت نسبة 9.5% بين الثامنة عشر والرابعة والعشرين عاماً، ونسبة 28.2% كانت واقعةً في الفئة العمرية ما بين الخامسة والعشرين والرابعة والأربعين عاماً، ونسبة 26% كانت ما بين الخامسة والأربعين والرابعة والستين، ونسبة 13% كانت ضمن فئة الخامسة والستين عاماً فما فوق. وتوزع التركيب الجنسي للسكان بنسبة 48.8% ذكور و51.2% إناث.

## أعلام
- بيل إدغار
- بريت مايكلز
- مايك كيلي
- بيغ جون ستود
- جوان شاندلير
- جون غيلمور
- مارك بلوكاس

## وصلات خارجية
- Butler County
- The US50 - Cities and Towns in Pennsylvania State

قالب:مدن بنسيلفانيا